# Bradysia cucumeris
Bradysia cucumeris är en tvåvingeart som först beskrevs av Oskar Augustus Johannsen 1912.  Bradysia cucumeris ingår i släktet Bradysia och familjen sorgmyggor.
Artens utbredningsområde är Iowa. Inga underarter finns listade i Catalogue of Life.